# Euglossa cyanura
Euglossa cyanura Cockerell, 1917 è un'ape della tribù Euglossini.